# Малая Круча
Малая Круча (укр. Мала Круча) — село,
Великокручанский сельский совет,
Пирятинский район,
Полтавская область,
Украина.
Население по переписи 2001 года составляло 47 человек.

## Географическое положение
Село Малая Круча находится на реке Удай, со всех сторон окружённое старицами.
выше по течению на расстоянии в 2 км расположен город Пирятин,
на противоположном берегу — село Великая Круча.
Река в этом месте извилистая, образует лиманы, старицы и заболоченные озёра.

## История
Село указано на специальной карте Западной части России Шуберта 1826—1840 годов
Деревня была приписана к Иоанно-Богословской церкви в Великой Круче